# Liudmila Bikmullina
Lyudmila Ramiliyivna Bikmullina (en ucraniano: Людмила Раміліївна Бікмулліна; Járkov, 26 de enero de 1986) es una modelo ucraniana, elegida en 2007 Miss Ucrania Universo, obteniendo así la oportunidad de representar a Ucrania en el concurso de belleza internacional Miss Universo 2007 en México.
Con motivo de Miss Universo, Bikmullina se colocó entre las primeras quince finalistas del concurso, convirtiéndose en la segunda mujer ucraniana en obtener ese resultado en toda la historia de la competencia. En el momento de la coronación, Lyudmila Bikmullina era estudiante en la Járkov National Pharmaceutical University.

## Filmografía

### Cine
- Rosso Mille Miglia, dirigida por Claudio Uberti (2015)